# Alpaida
Alpaida (także Elfide, Chalpaida, Alpais) – druga konkubina majordoma wszystkich królestw Franków, Pepina z Heristalu oraz matka jego syna, Karola Młota.

## Życiorys
Tuż przed 690 Alpaida poślubiła majordoma wszystkich królestw Franków, Pepina z Herstalu, syna służącego pałacu Austrazji i doradcy Sigeberta III, Ansegizela oraz Begi z Andenne.
Dla Pepina z Herstalu było to drugie małżeństwo, ponieważ pomiędzy 670 a 675, ożenił Plektrudą, która wciąż żyła i z którą miał dwóch synów: Droga z Szampanii oraz Grimoalda II.
Nie ma dokładnych informacji o jej śmierci, natomiast prawdopodobnie zmarła na początku VIII wieku w klasztorze w Orp-Jauche, gdzie można znaleźć napisy które świadczą o tym że w ostatnich latach jej życia właśnie tam przebywała.